# Роман Ондак
Роман Ондак (слч. Роман Ондáк; Жилина, 5. август 1966) је словачки уметник и представник концептуализма.
Ондак је студирао на факултету за ликовне уметности у Братислави (Vysoká škola výtvarných umení v Bratislave) те и Италији, САД и Швајцарској. У Чехословачкој он се специјализовао у свету уметности за цртеже и просторне инсталације.
Током година он је излагао своја дела у средњословачкој галерији у Банској Бистрици , у националној галерији у Прагу у Чешкој , музеју за модерну уметност у Њујорку у галеријама у Лондону и Оксфорду, као и на бијеналу у Венецији у Будимпешти, Лајпцигу, Минхену, Каселу на документа и другим галеријама у простору Немачке.
Године 2012. је био од стране Дојче Банк проглашен за уметника године и излаган је у просторима немачког Гугенхајма.
Живи и ради у Братислави.

## Дела (избор)
- More Silent Than Ever (2006)
- Measuring the Universe (2007)
- My Summer Shoes Rest in Winter (2007)
- Time Capsule (2011)
- do not walk outside this area (2012)